# 愛しのロバート・デ・ニーロ
『愛しのロバート・デ・ニーロ』（原題：Bananarama）は、1984年にリリースされたバナナラマの2枚目のスタジオ・アルバム。

## 解説
アルバムから2枚目の先行シングルとしてリリースされた「愛しのロバート・デ・ニーロ」は俳優のロバート・デ・ニーロの名を引用しており、アルバムの邦題にもこのシングルのタイトルが使われた。
日本では独自に「ジャングル帝王」がシングルカットされた。
US盤のみ「ワイルド・ライフ」が追加収録されている。この楽曲は映画『ワイルド・ライフ』のサウンドトラックとして制作された。

## 収録曲
| #  | タイトル                                                    | 作詞 | 作曲・編曲 | 時間 |
| -- | ----------------------------------------------------------- | ---- | ---------- | ---- |
| 1. | 「ちぎれたハート」(Cruel Summer)                            |      |            | 3:35 |
| 2. | 「ラフ・ジャスティス」(Rough Justice)                       |      |            | 5:07 |
| 3. | 「ジャングル帝王」(King of the Jungle)                      |      |            | 3:28 |
| 4. | 「夢みるベイビー」(Dream Baby)                              |      |            | 3:01 |
| 5. | 「リンク」(Link)                                            |      |            | 1:31 |
| 6. | 「ホットライン・トゥ・ヘブン」(Hot Line to Heaven)          |      |            | 7:19 |
| 7. | 「ステート・アイム・イン」(State I'm In)                    |      |            | 2:48 |
| 8. | 「愛しのロバート・デ・ニーロ」(Robert De Niro's Waiting...) |      |            | 3:43 |
| 9. | 「スルー・ア・チャイルズ・アイズ」(Through a Child's Eyes)  |      |            | 3:40 |